# Sito di trasferenza di via Brin
Il sito di trasferenza di via Brin è un edificio destinato allo stoccaggio provvisorio e alla trasferenza dei rifiuti solidi urbani eventualmente giacenti sul territorio urbano ubicato nel quartiere San Giovanni a Teduccio in Napoli.

## Descrizione
Il sistema attuale non consentiva di smaltire l'intera quantità di rifiuti indifferenziati (tal quale) con la conseguenza che la quantità non smaltita, era destinata ad aumentare i cumuli lungo le strade cittadine, sia perché non erano disponibili sufficienti impianti di stoccaggio sia perché i quantitativi di rifiuti da smaltire quotidianamente non erano interamente assorbiti dagli impianti ove avrebbero dovuto essere conferiti (Stir di Giugliano, Stir di Caivano, etc.).
La prossimità del sito verso l'area portuale consente il rapido trasferimento extra-regionale dei rifiuti via mare di circa 3.000 tonnellate alla settimana. Si tratta del risultato della collaborazione istituzionale fra il Comune e due impianti di recupero energetico olandesi delle città di Rotterdam e di Delfzijl, di concerto col Consorzio Sapna/Asia, che è il titolare dell'attività di conferimento all'estero e che si accollerà le spese di transito.
Il sito anteriormente era adibito ad autoparco ma nel corso degli anni è divenuto un rifugio degradato per nomadi ed extracomunitari. Il Comune ha dovuto predisporre misure impopolari per lo sgombero del sito con le relative proteste degli occupanti. L'autoparco è stato riattato a sito di stoccaggio, nonostante il parere negativo dell'Arpac, constatato che l'impianto di trattamento cui confluiscono le acque di lavaggio della pavimentazione interna del capannone è attualmente fuori uso, così come l'impianto antincendio.